# Señorío de Cesarea
El Señorío de Cesarea fue un vasallo del reino cruzado de Jerusalén. Su territorio se extendía a lo largo de la costa entre Arsuf y Haifa.

## Historia
Cesarea fue conquistada entre 1101/2 por Balduino I, durante la Primera Cruzada, la ciudad, incluso en un período de decadencia, todavía era muy rico.
En Cesarea, los genoveses encontraron una copa de cristal verde que ellos identificaron como el Grial y lo llevaron a Génova, donde aún se conserva en el Museo del tesoro de la catedral de San Lorenzo.
Los cruzados reconstruyeron la ciudad, dotándola con una poderosa fortificación y la convirtieron en la capital del señorío.
Brevemente ocupada por Saladino en 1187 fue reconquistada por Ricardo I de Inglaterra en 1191 y restituyó a su legítimo señor.
En 1217 se inició la reconstrucción de la fortificación eliminado por Saladino, pero estos fueron desmantelados por Al-Mu'azzam en 1219. Los trabajos comenzaron nuevamente en 1228 y fueron completados en 1251 por Luis IX de Francia.
En 1266 fue definitivamente conquistada por los mamelucos, que se aseguraron de que no hubiera otras batallas en el lugar. Los mamelucos demolieron las fortificaciones, según la práctica en otras ciudades de la costa en las antiguas cruzadas.

### Arquidiócesis de Cesarea
Fue una de las cuatro arquidiócesis en el Reino, sede del Arzobispado de Cesarea. Los historiadores católicos han reconstruido una lista de treinta y seis obispos latinos, el más famoso de los cuales fue probablemente Heraclio.

### Señores de Cesarea
Arpino de Bourges pudo haber sido el primer señor, pero probablemente el primer verdadero señor de Cesarea fue Eustaquio Grenier:
- 1110 – 1123: Eustaquio I Grenier, señor de Sidón y señor de Cesarea,

su esposa fue Emma, que después se volvió a casar con Hugo II de Le Puiset;

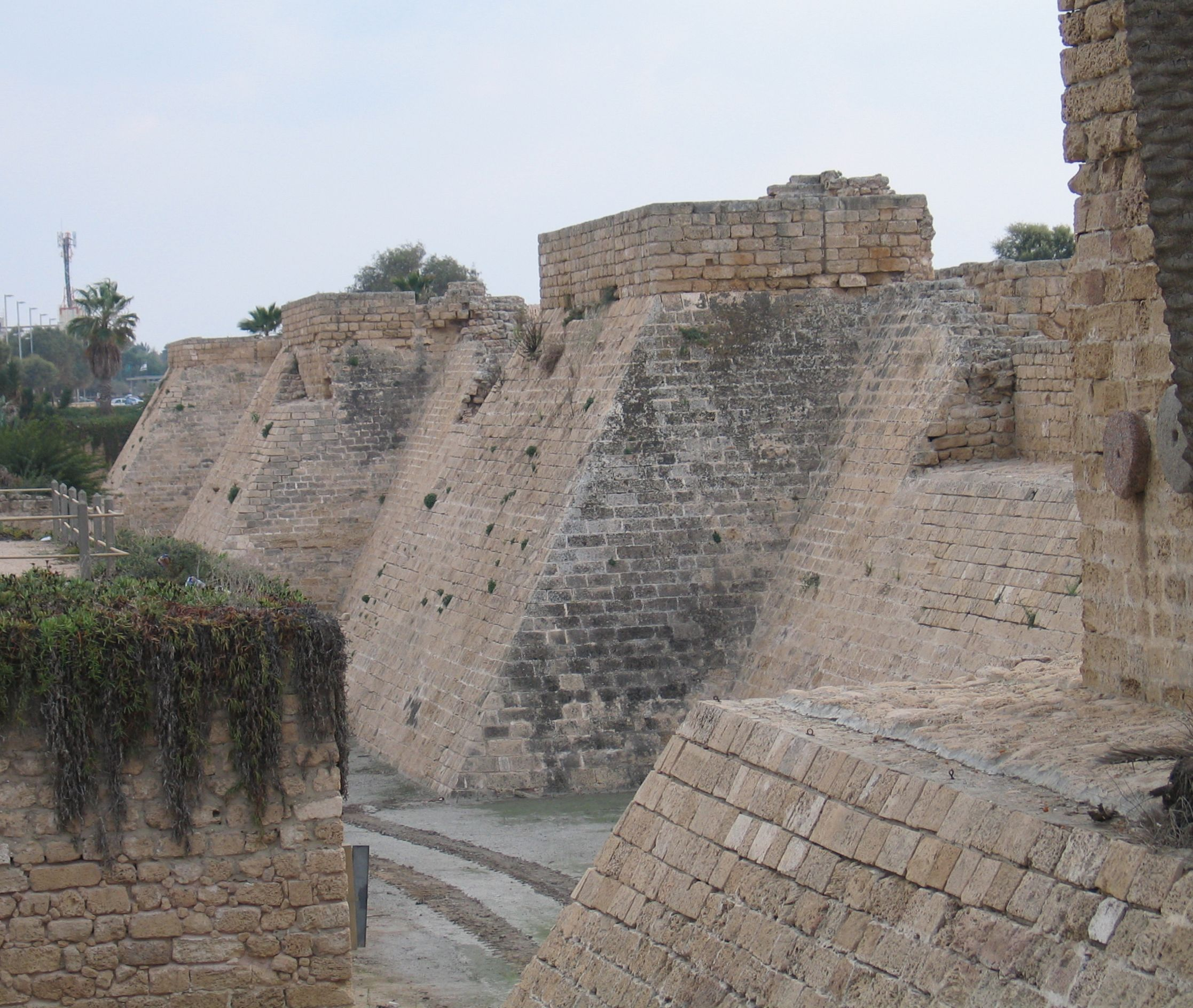
La muralla cruzada de Cesarea.

- 1123 – 1154: Gutierre I Grenier hijo del anterior,

su esposa fue Juliana;
- 1154 – 1169 : Hugo Grenier, hijo del anterior,

su esposa fue Isabel de Gothman, que después se casó con Balduino de Ibelín;
- floruit 1174 – 1176: Guido Grenier, hijo del anterior.

- 1169 – 1187: Gutierre II Grenier, hermano del anterior;

- 1187 – 1192: el señorío fue conquistado por Saladino;

- 1192 – 1219: Juliana Grenier, hermana del anterior, y con su esposo:

1192 - 1193 : Guido Brisebarre, hijo de Guido I Brisebarre, señor de Beirut,
1193 - 1219: Aimaro de Lairon;
- 1219 – 1229: Gutierre Brisebarre, hijo del anterior;

su esposa fue Margarita de Ibelín, viuda Hugo II de Saint Omer, príncipe de Galilea;
- 1229 – 1239: Juan Brisebarre, hijo del anterior,

su esposa fue Alicia de Montaigú;
- 1239 – 1264: Margarita Brisebarre, hija del anterior,

con su esposo Juan Alemán;
- 1264 – 1266: Nicolás Alemán, hijo del anterior,

su esposa fue Isabel de Ibelín, señora de Beirut;
- 1266 el señorío fue conquistado definitivamente por los musulmanes.